# Jan Styka
Jan Styka (ur. 8 kwietnia 1858 we Lwowie, zm. 28 kwietnia 1925 w Rzymie) – polski malarz, ilustrator książkowy.

## Życiorys

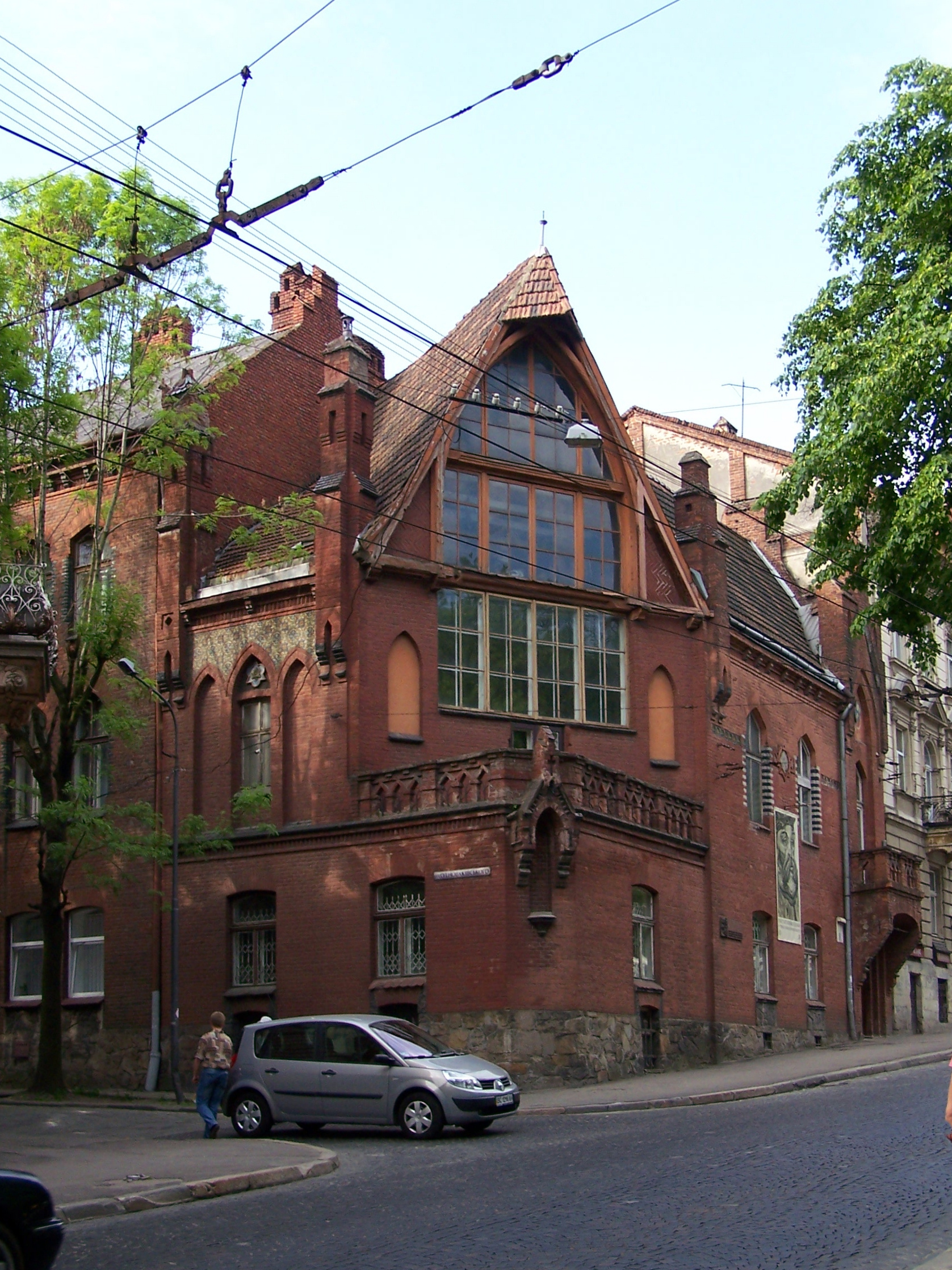
Willa Jana Styki we Lwowie

Syn Czecha, austriackiego oficera. Studiował w Akademii Sztuk Pięknych w Wiedniu, później w Rzymie, Paryżu, Krakowie (pod kierunkiem Jana Matejki). Po studiach zamieszkał we Lwowie, gdzie miał pracownię. W latach 1888–1890 zamieszkiwał w Kielcach w pałacyku na Wzgórzu Karscha. Od 1900 r. zamieszkał w Paryżu, a od 1910 we Włoszech (na wyspie Capri). Razem z pielgrzymką polską, 11 kwietnia, w wielką sobotę, był na audiencji u papieża. 28 kwietnia 1925 rano, zastano go w łóżku martwego. Miał dwóch synów, także artystów malarzy: Tadeusza (1889-1954) i Adama (1890–1959), oraz córki Marię, Zofię i Janinę.
Po pogrzebie w Rzymie, tymczasowo został pochowany w Verano.

## Obrazy artysty
Malował obrazy historyczne, religijne i batalistyczne. Namalował cztery panoramy:
- 1894 – wraz z Wojciechem Kossakiem znaną Panoramę Racławicką eksponowaną pierwotnie we Lwowie, obecnie we Wrocławiu,
- 1897 – Panoramę Siedmiogrodzką (obraz zwany także Bem – Petőfi) – przetrwała we fragmentach. Odnalezione i zidentyfikowane części znajdują się w Polsce (m.in. w Tarnowie)[3], USA, Wielkiej Brytanii[4],
- 1896 – panoramę o tematyce religijnej pt. Golgota (zwany też po angielsku „The Crucifixion” – Ukrzyżowanie) uznawaną za największy obraz o tematyce religijnej na świecie[5]. Obecnie znajduje się w Forest Lawn Memorial Park, Glendale, koło Los Angeles w Kalifornii.
- Panoramę „Męczeństwo Chrześcijan w Cyrku Nerona”,

### Portrety
- 1910 – portret Ignacego Jana Paderewskiego,
- portret Kazimierza Pułaskiego.

### Religijne
- Regina Poloniae (Matka Boska błogosławiąca),
- Chrystus rozdający chleb rzeszom,
- Chrystus nauczający,
- Chrystus nad Jerozolimą.

### Inne obrazy

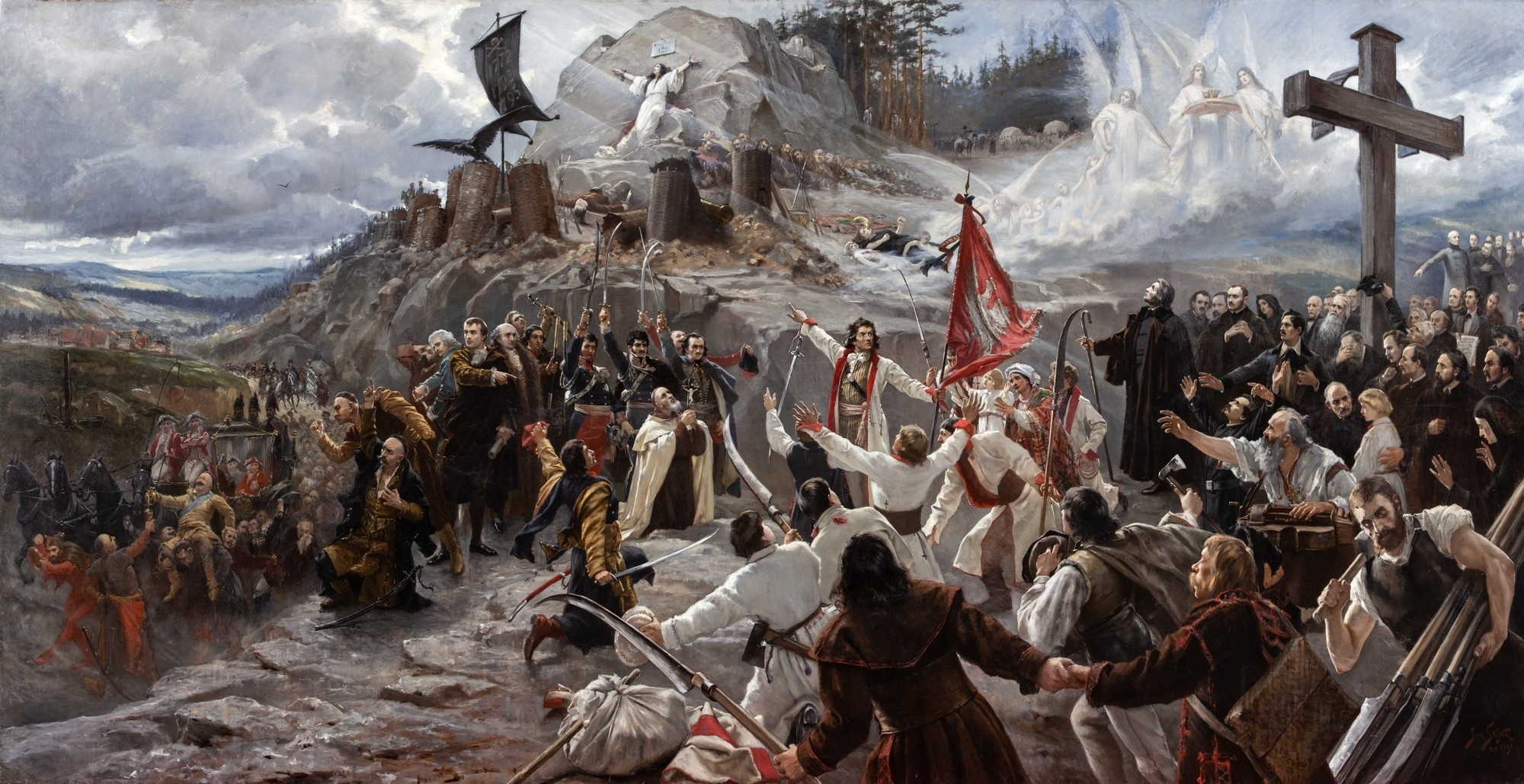
„Polonia” na wystawie/Zamek Piastów Śląskich w Brzegu

- „Polonia” – wielkoformatowy obraz uroczyście zaprezentowano 3 maja 1891 r. we lwowskim ratuszu z okazji 100. rocznicy uchwalenia Konstytucji 3 Maja. „Polonia”, alegoria Polski, została przedstawiona jako przykuta do skały niewiasta, u której stóp leżą ofiary walk o niepodległość Polski. W centrum obrazu ukazano Tadeusza Kościuszkę. Poza nim Jan Styka umieścił w swojej kompozycji także m.in. Jana Kilińskiego, Jana Henryka Dąbrowskiego, ks. Józefa Poniatowskiego i Adama Mickiewicza[6]. Liczne reprodukcje całego lub fragmentów malowidła ukazywały się na ziemiach polskich wszystkich trzech zaborów, m.in. w postaci pocztówek[7]. Obecnie obraz znajduje się w zbiorach Muzeum Narodowego we Wrocławiu[8].
- (1901-1903) seria obrazów-ilustracji do książki Henryka Sienkiewicza Quo vadis, a także do Iliady oraz Odysei Homera
- (1919) – „Polska wyzwolona”
- „Biały orzeł polski na froncie francuskim”
- „Neron z tygrysem” zwany również „Neron w Baiae”[9][10]